# دیوان حافظ (نسخه خلخالی)
دیوان خواجه شمس‌الدین محمد حافظ شیرازی به‌اهتمام عبدالرحیم خلخالی یکی از تصحیح‌های دیوان حافظ است که در سال ۱۳۰۶ منتشر شد.
این نسخه اغلب برای تصحیح‌های بعدی مورد استفاده قرار گرفته و به نسخهٔ خلخالی معروف است.